# Blommersia kely
Blommersia kely is een kikker uit de familie gouden kikkers (Mantellidae). De soort werd voor het eerst wetenschappelijk beschreven door Frank Glaw en Miguel Vences in 1994. De soort behoort tot het geslacht Blommersia.

## Leefgebied
De kikker is endemisch in Madagaskar. De soort komt voor in de buurt van de vulkaan Ankaratra op een hoogte van 1000 tot 1600 meter.

## Beschrijving
Mannetjes hebben een lente van 14 tot millimeter, de lengte van de vrouwtjes is niet bekend. De rug is lichtbruin met donkere vlekjes en de buik is half doorzichtig.

## Synoniemen
- Mantidactylus kely Glaw & Vences, 1994